# Кленчон, Кшиштоф
Кшиштоф Антоний Кленчон (пол. Krzysztof Antoni Klenczon; 14 января 1942, Пултуск — 7 апреля 1981, Чикаго) — польский композитор, музыкант и певец.

## Биография
Кшиштоф Антоний Кленчон родился 14 января 1942 года в городе Пултуск.
В 1962 году в дуэте с Каролем Варгином стал лауреатом I Фестиваля Молодых Талантов с песней Mały miś. В 1962-1964 годах был гитаристом группы Niebiesko-Czarni, с которыми выступил в парижской  Олимпии. Был лидером групп: Pięciolinie (1964), Czerwone gitary (1965–1970) и Trzy Korony (1970–1972), которую основал сам.
Является автором знаменитых хитов Czerwone gitary:Taka jak ty (Такая как ты), Historia jednej znajomości(История одного знакомства), Nikt na świecie nie wie (Никто на свете не знает), Biały krzyż(Белый крест), Wróćmy na jeziora (Мы вернёмся на озёра), Gdy kiedyś znów zawołam cię (Когда я снова позову тебя), Kwiaty we włosach (Цветы в волосах), Powiedz stary gdzieś ty był (Скажи,старик где ты был?), Jesień idzie przez park (Осень идёт по парку).
В 1973 году Кленчон вместе с семьёй переехал в США, где продолжал писать песни и выступать. В 1977 году вышел первый и единственный альбом в США "The show never ends". В 1978-1979 годах гастролировал по Польше. Там он записал альбом "Powiedz stary gdzies ty byl".

## Смерть
26 января 1981 года Кленчон выступил в клубе «Milford» (Чикаго). Это был его последний концерт. По дороге домой случилась автомобильная авария. Кшиштоф был тяжело ранен, перенес несколько операций. Сознание к нему возвращалось лишь ненадолго. Ночью 7 апреля 1981 года Кленчон умер. Урна с прахом музыканта была захоронена в день его именин (25 июля) в семейном склепе в городишке Щитно.
— Я играл с Кшисем в клубе на его последнем концерте, — вспоминает бывший лидер группы «Трубадуры» Кшиштоф Кравчик. — После выступления мы немного поговорили, но расстались быстро, потому что утром я должен был встретить в аэропорту семью и собирался лечь пораньше. Может быть, если бы посидели подольше, Кшисек не поехал бы именно в то время и не случилась бы эта автомобильная авария…
По словам Северина Краевского, Кленчон хотел вернуться в Czerwone gitary и сформировать новый состав: с Краевским, но без Скшипчика и Дорновского. Об этом говорится в книге Марека Гашиньского «Czerwone Gitary. Nie Spoczniemy».

## Память
В 1999 году Czerwone gitary записали песню в честь Кленчона "Epitafium dla Krzyska"(Эпитафия для Кшиська). Авторы песни - Ежи Скшипчик и Бернард Дорновский. А на концертах Czerwone gitary перед песней "Белый крест" Ежи Скшипчик произносит поминальную речь о Кленчоне, а на записях концертов во время песни "Белый крест" изображение становится  чёрно-белым. В городе Щитно ежегодно проводится Конкурс Песни им. Кшиштофа Кленчона. Кроме того, в Щитно также есть памятник Кленчону.
В родном городе Кшиштофа Пултуск одна из улиц называется Бульваром Кшиштофа Кленчона, в Сопоте также есть улица имени Кленчона. В селе Дзвежуты, расположенном в Варминско-Мазурском воеводстве, в Щитненском повяте, в Гмине Дзвежуты, есть Государственная гимназия им. Кшиштофа Кленчона.

## Семья
- Отец Чеслав Кленчон был партизаном и воевал в Армии Крайовой.
- Младшая сестра Ханна Кленчон
- Жена Алиция Кленчон
- Дочь Каролина Кленчон (род. 1 июля 1969 года)
- Дочь Джеки-Натали Кленчон-Лонг (род. 27 августа 1973 года)

В данный момент жена и дочери проживают в штате Аризона.

## Дискография

### LP
- 1971 Krzysztof Klenczon. Trzy Korony
- 1977 The Show never ends
- 1978 Powiedz stary gdzieś ty był
- 1991 Muzyka z tamtej strony dnia (сборник)

### CD
- 1992 Polesia czar
- 1993 Krzysztof Klenczon. Trzy korony
- 1995 10 W skali Beuforta
- 1995 Historia jednej znajomości
- 1996 The show never ends
- 1997 Kołysanki (с группой Żuki)
- 1999 Krzysztof Kenczon. Złote przeboje
- 2001 Pożegnanie z gitarą
- 2002 Krzysztof Klenczon. Trzy korony/Powiedz stary gdzies ty byl (2 LP в 1 CD)
- 2011 Krzysztof Klenczon i Trzy Korony (Nie)Przejdziemy do historii

## Документальные фильмы
- Czerwone Gitary - Historia Przebojow (1991)
- Krzysztof Klenczon

## Факты
Из-за поразительного внешнего сходства с Джоном Ленноном, Кленчона называли "польским Джоном Ленноном", а Czerwone gitary - "польскими Битлз". А за границей Кленчона всерьёз принимали за Леннона и даже брали у него автографы.
Баллада "Белый крест" посвящена отцу Кшиштофа, Чеславу Кленчону и всем, кто воевал во Второй мировой войне. Идеей написания песни послужил белый крест, увиденный Кшиштофом во время прогулки в городе Закопане. Автор стихов - поэт Януш Кондратович. В песне использован фрагмент марша Прощание славянки. В 1969 году на VII КФПП(Крайовый Фестиваль Польской Песни) в Ополе Кленчон получил награду от министра культуры и искусства.